# Equipo de Copa Davis de Mauricio
El Equipo de Copa Davis de Mauricio es el representativo de Mauricio en la máxima competición internacional a nivel de naciones del tenis y está regido por la Federación de Tenis de Mauricio.
Luego de permanecer inactivo desde la temporada 2007, volverá a participar en la edición 2020-21.

## Resultados
| Edición | Zona                                 | Rival                | Sede                  | Resultado |
| ------- | ------------------------------------ | -------------------- | --------------------- | --------- |
| 2000    | Europa/África – Grupo IV Zona B      | Camerún              | Acra                  | 3 – 0     |
| 2000    | Europa/África – Grupo IV Zona B      | Ghana                | Acra                  | 1 – 2     |
| 2000    | Europa/África – Grupo IV Zona B      | Azerbaiyán           | Acra                  | 2 – 1     |
| 2000    | Europa/África – Grupo IV Zona B      | Argelia              | Acra                  | 2 – 1     |
| 2000    | Europa/África – Grupo IV Zona B      | Ghana                | Acra                  | 0 – 3     |
| 2001    | Europa/África – Grupo III Zona B     | Bosnia y Herzegovina | Beau Bassin-Rose Hill | 0 – 3     |
| 2001    | Europa/África – Grupo III Zona B     | Egipto               | Beau Bassin-Rose Hill | 0 – 3     |
| 2001    | Europa/África – Grupo III Relegación | Namibia              | Beau Bassin-Rose Hill | 3 – 0     |
| 2002    | Europa/África – Grupo III            | Sin datos            | Sin datos             | Sin datos |
| 2003    | Europa/África – Grupo IV Zona B      | Ruanda               | Ciudad de San Marino  | 0 – 3     |
| 2003    | Europa/África – Grupo IV Zona B      | San Marino           | Ciudad de San Marino  | 0 – 3     |
| 2003    | Europa/África – Grupo IV Zona B      | Zambia               | Ciudad de San Marino  | 1 – 2     |
| 2003    | Europa/África – Grupo IV Zona B      | Malta                | Ciudad de San Marino  | 1 – 2     |
| 2004    | Europa/África – Grupo IV Zona B      | Armenia              | Chisináu              | 0 – 3     |
| 2004    | Europa/África – Grupo IV Zona B      | Botsuana             | Chisináu              | 2 – 1     |
| 2004    | Europa/África – Grupo IV Zona B      | Malta                | Chisináu              | 3 – 0     |
| 2004    | Europa/África – Grupo IV Zona B      | Bosnia y Herzegovina | Chisináu              | 0 – 3     |
| 2004    | Europa/África – Grupo IV Zona B      | Moldavia             | Chisináu              | 0 – 3     |
| 2005    | Europa/África – Grupo IV Zona B      | Andorra              | Kampala               | 0 – 3     |
| 2005    | Europa/África – Grupo IV Zona B      | Ruanda               | Kampala               | 0 – 3     |
| 2005    | Europa/África – Grupo IV Zona B      | Azerbaiyán           | Kampala               | 0 – 3     |
| 2005    | Europa/África – Grupo IV Zona B      | Senegal              | Kampala               | 1 – 2     |
| 2005    | Europa/África – Grupo IV Zona B      | Uganda               | Kampala               | 1 – 2     |
| 2006    | Europa/África – Grupo IV Zona B      | Madagascar           | Marsa                 | 2 – 1     |
| 2006    | Europa/África – Grupo IV Zona B      | Azerbaiyán           | Marsa                 | 2 – 1     |
| 2006    | Europa/África – Grupo IV Final       | Islandia             | Marsa                 | 3 – 0     |
| 2006    | Europa/África – Grupo IV Final       | San Marino           | Marsa                 | 2 – 1     |
| 2007    | Europa/África – Grupo III Zona B     | Sudáfrica            | Túnez                 | 0 – 3     |
| 2007    | Europa/África – Grupo III Zona B     | Costa de Marfil      | Túnez                 | 1 – 2     |
| 2007    | Europa/África – Grupo III Zona B     | Ghana                | Túnez                 | 3 – 0     |
| 2007    | Europa/África – Grupo III Zona B     | Zimbabue             | Túnez                 | 0 – 3     |
| 2007    | Europa/África – Grupo III Zona B     | Namibia              | Túnez                 | 2 – 1     |
| 2020    | Grupo IV África                      | –                    | –                     | –         |